# 마를렌 파벨라
마를렌 파벨라(Marlene Favela, 1976년 8월 5일 ~ )는 멕시코의 배우이다.

## 출연 작품
- 플레이볼 (2008)
- 스피시즈 4 (2007)
- 어글리 베티 (2006)